# Fernando González Valenciaga
Fernando González Valenciaga, conosciuto come Nando (Getxo, 1º febbraio 1921 – Bilbao, 3 gennaio 1988), è stato un calciatore spagnolo, di ruolo centrocampista.

## Carriera

### Club
Cresciuto in società delle categorie minori della realtà calcistica basca, passa all'Indautx nella stagione 1940-1941, debuttando nella seconda divisione regionale.
Dopo un anno viene acquistato dall'Athletic Bilbao, con cui esordisce il 26 aprile 1942, durante Logroñés-Athletic (1-0).
In breve tempo diventa titolare nel centrocampo dei rojiblancos, come testimoniano le sue 272 partite disputate (212 nella Primera División spagnola) in 11 campionati, durante i quali conquista uno scudetto e quattro coppe del Generalisimo.
Conclude la carriera nel 1954, dopo due stagioni al Racing Santander.

### Nazionale
È stato convocato dalla Nazionale spagnola in 8 occasioni. Il suo debutto risale al 26 gennaio 1947 nella partita Portogallo-Spagna (4-1).
Ha inoltre partecipato al Campionato mondiale di calcio 1950.

## Palmarès

### Competizioni nazionali
- Campionato spagnolo: 1

Athletic Bilbao: 1942-1943
- Coppa di Spagna: 4

Athletic Bilbao: 1943, 1944, 1945, 1950